# دیافراگم (صوت‌شناسی)
در زمینه صوت‌شناسی، دیافراگم یک مبدل است که برای تبدیل بین ارتعاشات مکانیکی به صوت یا برعکس در نظر گرفته شده‌است. معمولاً از یک غشای نازک (مِمبِران) یا ورقی از مواد مختلف ساخته می‌شود، که در لبه‌های آن معلق شده. فشار هوای متغیر امواج صوتی ارتعاشات مکانیکی را به دیافراگم منتقل می‌کند که می‌تواند به نوع دیگری از سیگنال تبدیل شود. نمونه‌هایی از این نوع دیافراگم در میکروفون‌ها و پرده گوش انسان یافت می‌شود. برعکس، دیافراگم که توسط یک منبع انرژی در برابر هوا لرزیده و باعث ایجاد امواج صوتی می‌شود. نمونه‌هایی از این نوع دیافراگم مخروط‌های بلندگو و دیافراگم‌های گوشی هستند و در شیپورهای بادی یافت می‌شوند.

## بلندگو
در یک بلندگوی دیافراگم نازک، پوستهای نیم-سخت متصل به سیم‌پیچ صدا است که در یک شکاف مغناطیسی حرکت می‌کند، دیافراگم را لرزانده و صدا تولید می‌کند. می‌توان آن را قیفی نیز نامید، گرچه همه دیافراگم‌های بلندگو به شکل مخروطی نیستند. دیافراگم‌ها در هدفونها نیز یافت می‌شوند.

## میکروفون
میکروفون‌ها را می‌توان به صورت معکوس بلندگو در نظر گرفت. امواج صوتی به دیافراگم نازک برخورد می‌کنند و باعث لرزش آن می‌شوند. دیافراگم‌های میکروفون برخلاف دیافراگم‌های بلندگو، باریک و انعطاف‌پذیر هستند، زیرا آنها باید بیشترین صدا را جذب کنند. در میکروفون خازنی، دیافراگم در جلوی صفحه قرار گرفته و باردار می‌شود. در یک میکروفون دینامیکی، دیافراگم به یک سیم‌پیچ مغناطیسی چسبانده می‌شود، شبیه به آنچه در بلندگوی دینامیک وجود دارد. (در واقع می‌توان از یک بلندگوی دینامیکی به عنوان میکروفون ابتدایی استفاده کرد و بالعکس)